# Никулина, Евдокия Андреевна
Евдокия Андреевна Никулина (8 ноября 1917, Спас-Деменский район — 23 марта 1993, Ростов-на-Дону) — командир эскадрильи 46-го гвардейского ночного бомбардировочного авиационного полка (325-й ночной бомбардировочной авиационной дивизии 4-й воздушной армии, 2-го Белорусского фронта), гвардии майор, Герой Советского Союза (1944).

## Биография
Родилась 8 ноября 1917 года в деревне Парфёново (ныне — Спас-Деменского района Калужской области) в крестьянской семье. Русская.
Окончила авиационный техникум и авиационную школу в городе Балашов. Работала лётчиком в авиационном отряде Гражданского Воздушного флота города Смоленска.
В Красной Армии с 1941 года. На фронтах Великой Отечественной войны с июня 1941 года. Член ВКП(б)/КПСС с 1942 года.
Участвовала в обороне Кавказа, в Крымской наступательной операции за которую получила второй орден Красного знамени.
Командир эскадрильи 46-го гвардейского ночного бомбардировочного авиаполка (325-я ночная бомбардировочная авиадивизия, 4-я воздушная армия, 2-й Белорусский фронт) гвардии майор Никулина Е. А. к сентябрю 1944 года совершила 600 боевых вылетов на бомбардировку укреплений, переправ и войск противника, нанеся ему большой урон.

Дина Никулина — яркий человек, можно сказать, «лихой» лётчик…

Дина Никулина — профессиональный лётчик с отличной техникой пилотирования. Характер у неё жизнерадостный, весёлый. Летала она бесстрашно. А на вечерах самодеятельности азартно отбивала чечётку, до тех пор, пока её не ранили в ногу. После этого мы узнали, что она отлично поёт…— И. В. Ракобольская, Н. Ф. Кравцова, 2005, с. 149
После войны гвардии майор Никулина Е. А. — в запасе, а затем в отставке.
В 1948 году она окончила Ростовскую партшколу, в 1954 году — педагогический институт. Работала в городском комитете партии. Жила в городе Ростов-на-Дону, где и умерла 23 марта 1993 года.

Дина Никулина всё время жила в Ростове, занималась административной работой. А недавно наша бесстрашная лётчица погибла от руки бандита, «современного фашиста», как пишет П. Гельман. Он пришёл в дом героини, назвался другом фронтового товарища, напал на хозяйку, избил её и трёхлетнюю внучку, забрал боевые награды и исчез. Вскоре Дина скончалась…— И. В. Ракобольская, Н. Ф. Кравцова, 2005, с. 149

## Награды и звания[1]
- Указом Президиума Верховного Совета СССР от 26 октября 1944 года за образцовое выполнение боевых заданий командования и проявленные мужество и героизм в боях с немецко-фашистскими захватчиками гвардии майору Никулиной Евдокии Андреевне присвоено звание Героя Советского Союза с вручением ордена Ленина и медали «Золотая Звезда» (№ 4741).
- орден Красного Знамени (09.09.1942)
- орден Красного Знамени (26.04.1944)
- орден Красного Знамени (15.06.1945)
- орден Александра Невского (25.10.1943)
- орден Отечественной войны 1-й (06.04.1985) и 2-й степеней (27.04.1943)
- Медаль «За оборону Кавказа» (1944)
- Медаль «За боевые заслуги» (06.11.1945)
- Почётный гражданин города Ростова-на-Дону.

## Память
- На родине Героя, в городе Спас-Деменск Калужской области, на Аллее Славы установлен обелиск.
- В 1985 году известный художник Бочаров, Сергей Петрович написал с натуры большое полотно «Групповой портрет летчиц — Героев Советского Союза 46-го гвардейского ночного бомбардировочного авиационного Таманского Краснознамённого и ордена Суворова полка. Ночные ведьмы», холст, масло 200х250 см. На картине Никулина Е. А. справа налево стоит первая в синем платье. Картина находится в собрании Музея авиации и космонавтики в Москве.
- На доме, где она жила в Ростове-на-Дону (пр. Журавлёва, 104), установлена мемориальная доска[2].
- Одна из улиц города Ростова-на-Дону носит имя героя.

- Памятная доска в Ростове-на-Дону
- Могила на Северном кладбище Ростова-на-Дону
- Звезда на Аллее звёзд в Ростове-на-Дону